# Griego locrio
| Grupo occidental: Dórico Noroccidental | Grupo central: Eólico Arcado-chipriota | Grupo oriental: Ático Jónico |
| Aqueo                                  |                                        |                              |

Distribución de los dialectos griegos en la época clásica.

El griego locrio (en griego antiguo: Λοκρική διάλεκτος, romanizado: Lokrikí diálektos) es un dialecto del griego antiguo, que fue hablado por los locrios, pueblo que habitaba la región de la Lócrida, en Grecia central. Suele clasificarse como un subdialecto del griego noroccidental, que a su vez pertenece al mismo grupo del griego dórico. Los locros o locrios se dividían en dos tribus, los locros ozolas y los opuntios, de manera que el dialecto también se dividía en dos variantes, que recibían los respectivos nombres de las tribus que las hablaban. Las características de ambos dialectos se describieron en el proyecto Inscriptiones Graecae.

## Características

### Locrio ozolo
El dativo plural de la tercera declinación termina en -οις (-es), en vez de -σι (-si), una característica del griego del noroeste, por ejemplo: πάντοις, pantois - πᾶσι, pasi; - μειόνοις, meionois - μείοσι, meiosi.
La preposición κατά (katá) + genitivo, en vez de acusativo, por ejemplo, καθ'ὧν (kath'ōn), y no καθ'ἅ (kath'a)
El adjetivo διπλειός, dipleios se utiliza en lugar de διπλοῦς, diplous.

### Locrio opuntio
El dativo plural de la tercera declinación termina en -εσσι (-essi), en lugar de -οις (-ois), una característica eólica que también podía ser encontrada en el dialecto focidio; ej.: Κεφαλλάνεσσι (Kephallanessi), χρημάτεσσι (chrêmatessi).
El infinitivo termina en -εν (-en), y no en -ειν (-ein), como ἀναγράφεν anagraphen — y no ἀναγράφειν (anagraphein).
Los patronímicos varían según el nombre que definen, una característica eólica, como Δαναΐς Νικοτελεία (Danais Nikoteleia) en lugar de Δαναΐς Νικοτέλους (Danais Nikotelous).
La preposición κατά  (katá) + genitivo, en vez de acusativo; ej.: καθ'ὧν (kath'ōn), y no καθ'ἅ (kath'a)

## Glosario
- en griego antiguo: δείλομαι deilomai será, querer (locrio délfico) (ático boulomai) (dialecto de Cos dêlomai) (dóricobôlomai) (tesalio bellomai)
- en griego antiguo: ϝέρρω Werrô vete (ático errô) (Hesiquio de Alejandría berrês fugitivo, berreuô escape)
- en griego antiguo: Ϝεσπάριοι Λοϟροὶ Wesparioi Lokroi locrio de Calabria (ático hesperios del atardecer, occidental, dórico wesperios) (cf. Vísperas latinas) IG IX,1² 3:718
- en griego antiguo: Λοϟροὶ τοὶ ͱυποκναμίδιοι Lokroi toi hypoknamidioi (Attic Lokroi hoi hypoknemidioi) Hypoknemidian Locrians; bajo el monte Knemis IG IX,1² 3:718
- en griego antiguo: ὀπλίαι opliai lugares donde los locros contaron su ganado